# Tainowie

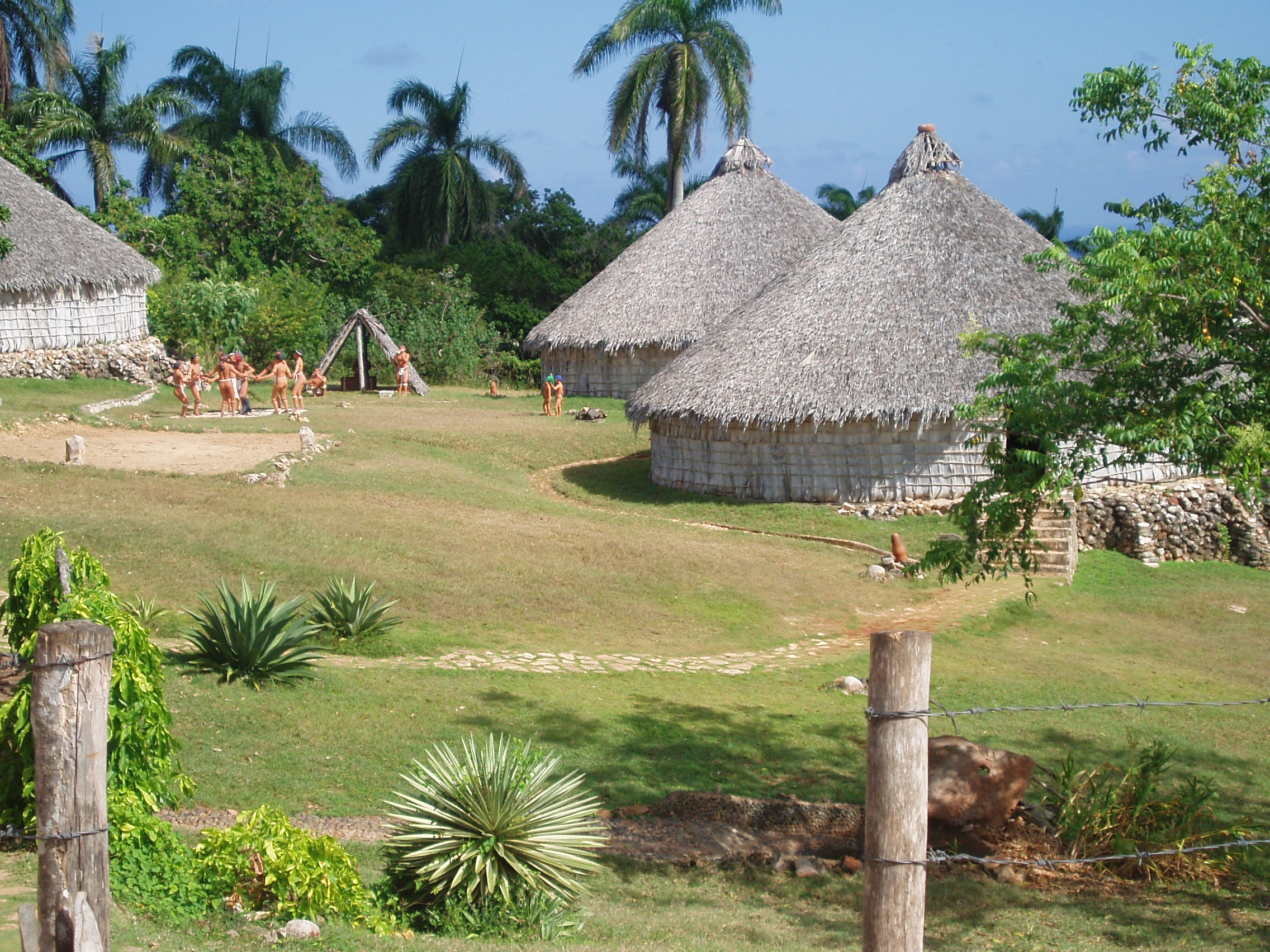
Rekonstrukcja osady Indian Taino

Tainowie (Indianie Taino) – rdzenni, prekolumbijscy mieszkańcy wysp Bahama i wysp Wielkich Antyli, w tym Kuby, Hispanioli (Haiti i Dominikany), Portoryko i Jamajki zamieszkujący te wyspy bezpośrednio przed ich odkryciem przez Kolumba w 1492 r. Nie ma zbyt wielu źródeł informacji dotyczących życia Indian Taino. Prawdopodobnie przybyli na Kubę ok. 1100 r. p.n.e., przemieszczając się z Ameryki Południowej przez Antyle.
Pod koniec XV wieku Tainowie byli stosunkowo wysoko rozwiniętym społeczeństwem rolniczym. Zajmowali się uprawą manioku, jukki, tytoniu i bawełny. Wyrabiali również gliniane naczynia. Mieszkali w małych ośrodkach, wioskach zwanych bohio choć w okresie kolonizacji największe osady mogły liczyć nawet ponad 3000 mieszkańców.

## Tainowie w okresie kolonizacji europejskiej
Tainowie byli pierwszym ludem indiańskim, z którym zetknął się Kolumb w 1492 r. Kiedy Santa María, będąca okrętem flagowym jego wyprawy, osiadła na mieliźnie u wybrzeży jednej z wysp, Kolumb zdecydował się na wybudowanie tam osady. Wyspę nazwano Hispaniolą (obecnie nosi nazwę Haiti). Załoga wzniesionego fortu, nazwanego La Navidad przetrwała tam zaledwie rok – gdy Kolumb ponownie przypłynął na wyspę z większymi siłami, zastał jedynie zgliszcza. Według późniejszych badań Indianie pozbyli się intruzów, którzy źle traktowali miejscową ludność i przyczynili się do wybuchu epidemii nieznanych wcześniej chorób pochodzenia europejskiego.

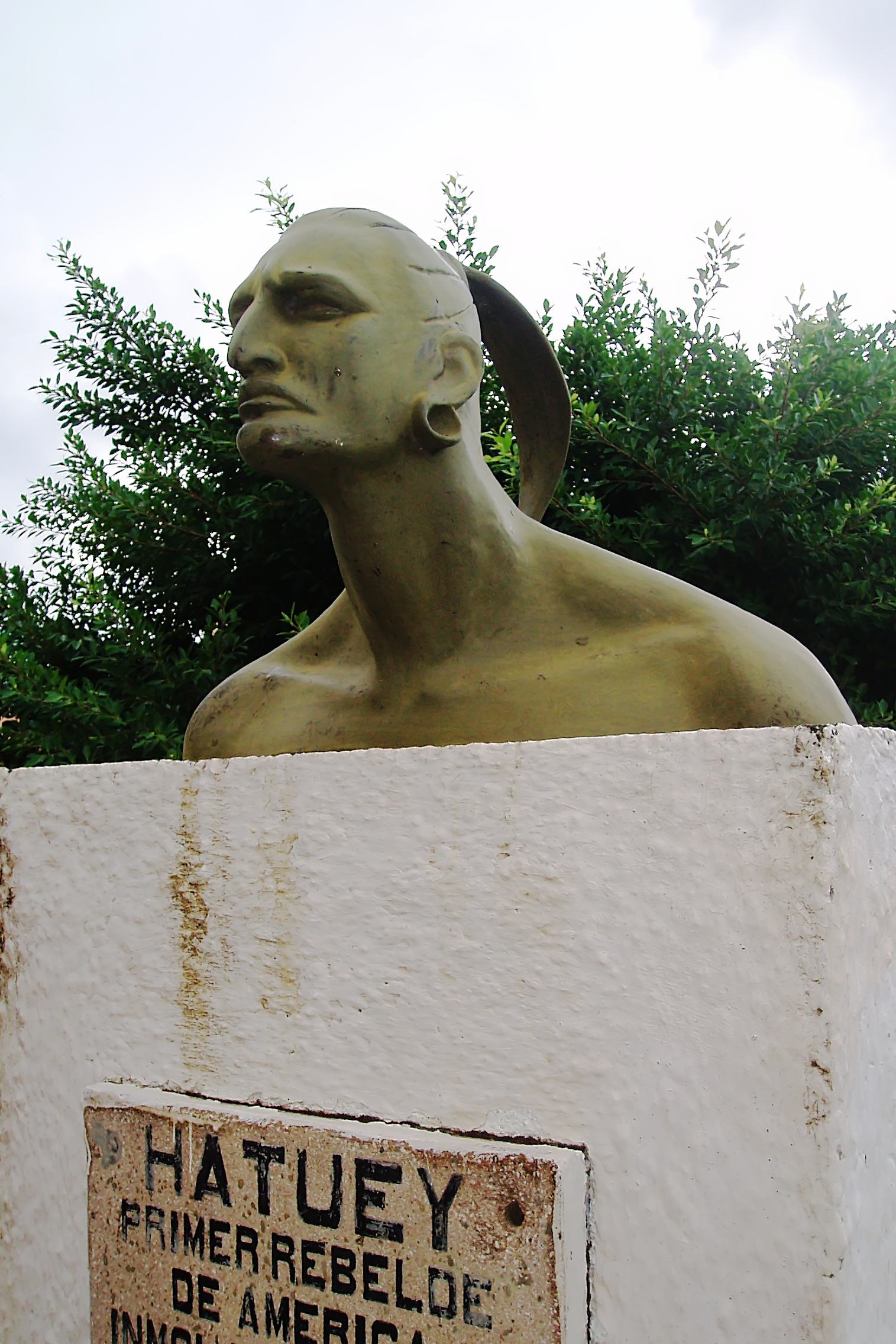
Pomnik Hatueya w Baracoa na Kubie

W owym czasie, Tainowie na Haiti byli podzieleni na pięć królestw, obejmujących całą wyspę. Hiszpanie z kolejnych wypraw podporządkowali je sobie w ciągu kilku lat, niszcząc ich system społeczno-gospodarczy. W wyniku tych podbojów, a także wskutek braku odporności na przywleczone z Europy choroby, liczebność haitańskiej populacji Tainów gwałtownie spadła.
Tainowie kubańscy zetknęli się z białymi kilkanaście lat po rozpoczęciu kolonizacji Hispanioli przez Hiszpanów. W momencie pierwszych prób kolonizacji podjętych w 1509 r., Tainowie kubańscy ostrzeżeni przez uciekinierów z innych wysp karaibskich byli świadomi powstałego zagrożenia. Wielu z nich podejmowało zbrojny opór. Najbardziej znanym Taino stawiającym opór konkwistadorom był Hatuey. Po początkowych sukcesach Indianie ponieśli klęskę, a ich przywódcy, w tym Hatuey, zostali straceni. Dzisiaj można oglądać pomnik Hatueya wzniesiony w mieście Baracoa na wschodnim wybrzeżu Kuby.
Tainowie do 1570 r. przestali w zasadzie istnieć jako odrębna grupa etniczna, nie licząc kilku izolowanych enklaw, zwłaszcza na Kubie i Portoryko. Jednak, wbrew rozpowszechnionym do niedawna poglądom, obecna populacja wysp karaibskich w dużej mierze wywodzi się właśnie od Tainów.

## Kultura

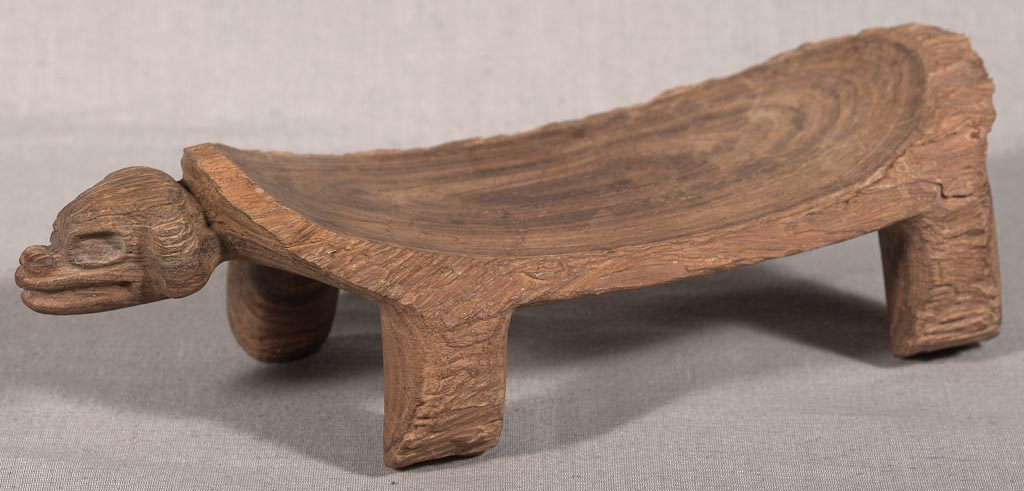
Dujo, drewniane ceremonialne krzesło wykonane przez Indian Taíno

Do dziś zachowało się niewiele materialnych pozostałości kultury Tainów. Wśród nich można znaleźć skalne malowidła czy też skalne rzeźby, znajdujące się m.in. na terenie Parku Narodowego Los Haitises na wyspie Haiti.
Wyposażenie domu Indian Taíno obejmowało bawełniane hamaki, maty do spania i siedzenia wykonane z palm, drewniane krzesła (dujo lub duho) z plecionymi siedziskami i platformami oraz kołyski dla dzieci.
Kobiety Indian Taíno zwykle nosiły włosy z grzywką z przodu i dłuższe z tyłu, niekiedy nosiły złotą biżuterię lub ozdoby wykonane z muszli. Mężczyźni i niezamężne kobiety z zwykle nie nosili ubrań, chodzili nago. Po ślubie kobiety nosiły mały bawełniany fartuch, zwany nagua.

## Badania DNA
W 2018 roku wykonano badanie DNA, które zmapowało genom zęba należącego do kobiety z Bahamów z VIII do X wieku. Porównując starożytny genom mieszkańców Bahamów z genomem współczesnych Portorykańczyków, naukowcy odkryli, że byli oni bliżej spokrewnieni ze starożytnym Indianami Taíno niż jakakolwiek inna rdzenna grupa w obu Amerykach. Zespół badawczy porównał genom ze 104 Portorykańczykami, którzy brali udział w projekcie 1000 genomów (2008), a którzy mieli potwierdzone pochodzenie od 10 do 15 procent od rdzennych amerykańskich przodków, co było "ściśle spokrewnione ze starożytnym genomem Bahamów".